# Synagoga w Międzyrzeczu

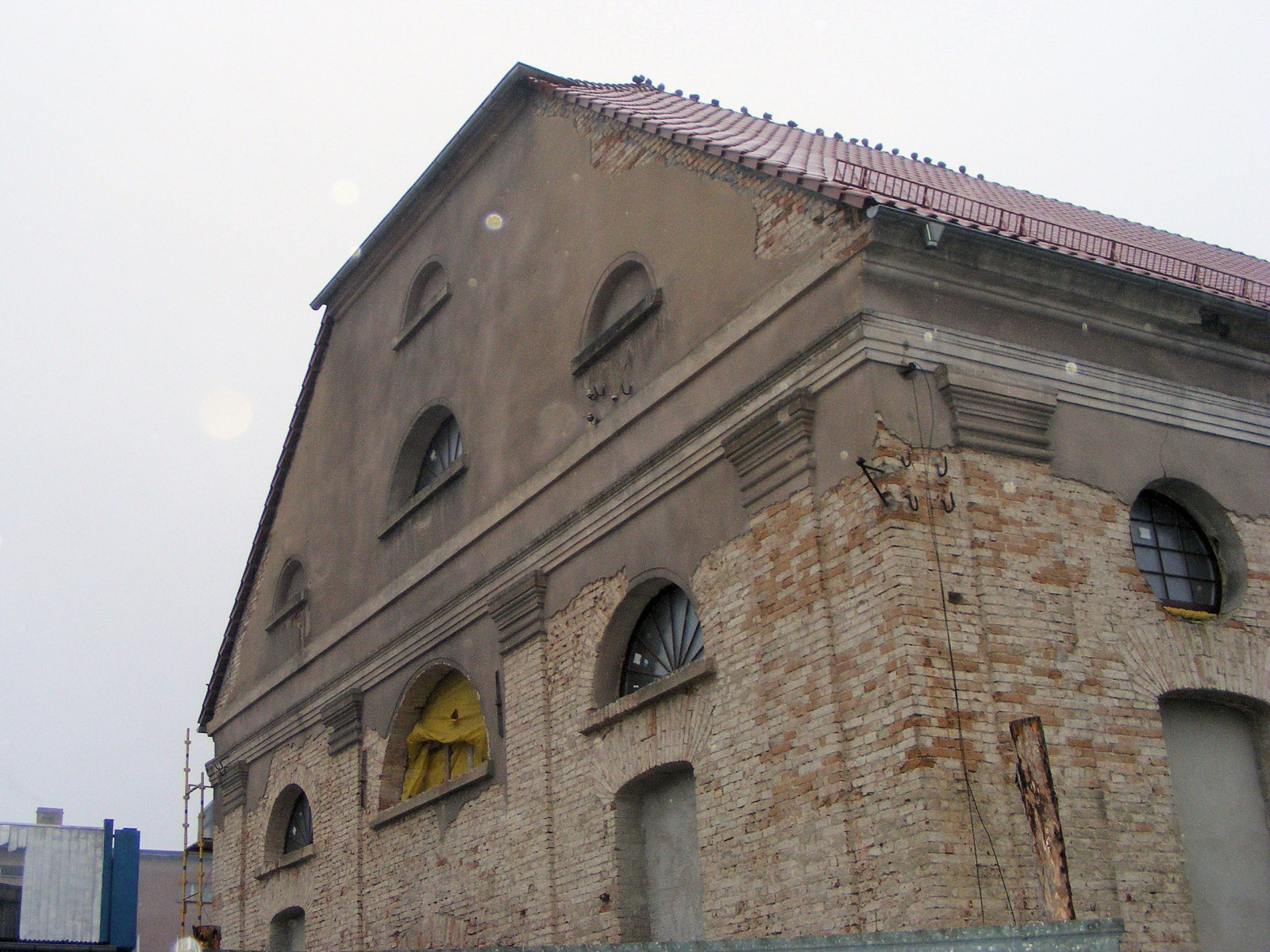
Remont synagogi, listopad 2007

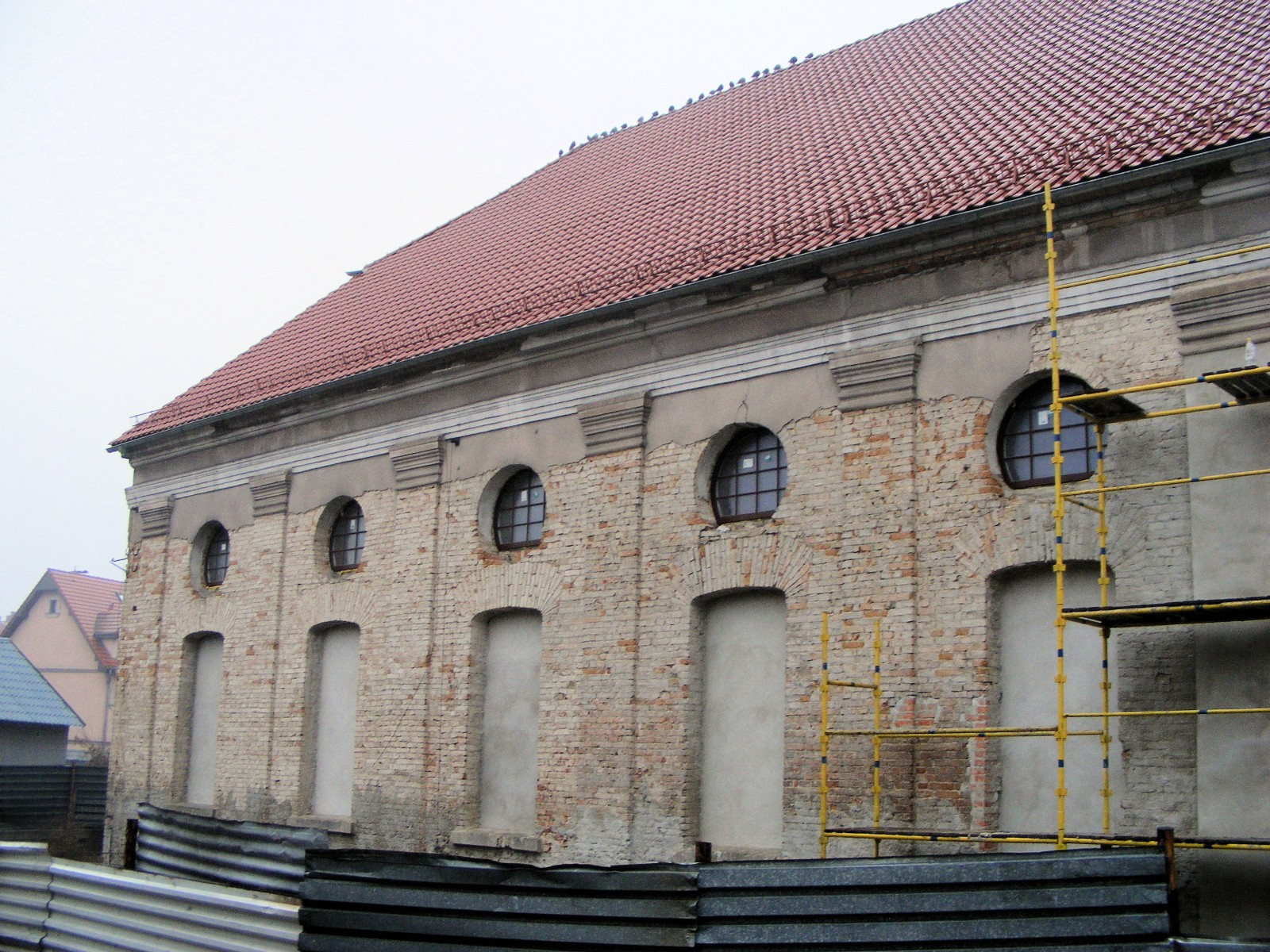
Remont synagogi, listopad 2007

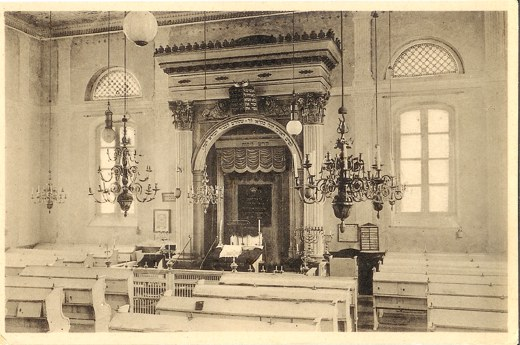
Wnętrze synagogi, około 1930 rok

Synagoga w Międzyrzeczu – synagoga znajdująca się w Międzyrzeczu przy dzisiejszej ulicy Księdza Skargi 2, dawniej zwanej Żydowską.

## Historia
Synagoga została zbudowana w latach 1825–1827, na miejscu starej synagogi, która spłonęła 18 kwietnia 1824 roku. Budynek stanął w roku rozpoczęcia budowy, zaś samo wykończenie trwało następne dwa lata. Architektura nowo wybudowanej synagogi nawiązywała do typowych ortodoksyjnych bożnic. Wybranie takiego modelu synagogi w latach 20. XIX wieku świadczy o tym, że lokalna społeczność żydowska była konserwatywna i odbiegała od wpływów haskali, której wpływy były bardzo widoczne w sąsiednich miastach. Prawdopodobnie główny wpływ na budowę tego typu synagogę mieli Żydzi z okolicznych wsi, którzy stronili od wpływów żydowskiego oświecenia.
W 1865 roku synagoga przeszła gruntowną renowację. Nie wiadomo dokładnie, do kiedy odbywały się w niej nabożeństwa. Zapewne w 1933 roku po dojściu do władzy przez Adolfa Hitlera odbywały się one coraz rzadziej. Podczas nocy kryształowej z 9 na 10 listopada 1938 roku synagoga została praktycznie nietknięta, ale po tym okresie została zamknięta i zamieniona na magazyn. W tym też czasie prawdopodobnie rozproszono jej ruchome wyposażenie. W tym stanie przetrwała do końca II wojny światowej.
Po zakończeniu wojny budynek został znacjonalizowany i przejęty przez Skarb Państwa. Jego wnętrze zostało swobodnie przebudowane i dostosowane do nowych funkcji. Na ścianie wschodniej przez Aron ha-kodesz przebito otwór wejściowy, z częściowym zachowaniem jego ozdobnego obramowania oraz zamurowano wszystkie prostokątne okna. W 1963 roku synagogę wpisano do rejestru zabytków; wpis ten ponowiono w 1976 roku. Wówczas sporządzono jedynie zalecenia konserwatorskie, które chroniły elewację budynku oraz elementy wystroju wnętrza: galerię dla kobiet oraz Aron ha-kodesz. Należy zaznaczyć, że w latach 1945–1989 w synagodze nie przeprowadzono ani jednego remontu.
17 marca 1999 roku Gmina Wyznaniowa Żydowska w Szczecinie ma mocy ustawy z 1997 roku o restytucji mienia żydowskiego, wystąpiła z wnioskiem o zwrot synagogi. W planach był jej remont oraz urządzenie w jej wnętrzu centrum lub muzeum żydowskiego. Pomoc w urządzeniu ekspozycji, a także chęć przekazania części własnych eksponatów zgłosiło Muzeum Ziemi Lubuskiej z Zielonej Góry. Wobec złej sytuacji finansowej gminy żydowskiej, wycofała się ona z pomysłu przejęcia synagogi i jej adaptacji na centrum żydowskie. Od tego czasu budynek niszczał i coraz bardziej popadał w ruinę.
Na początku XXI wieku synagoga została sprzedana prywatnemu przedsiębiorcy, który po remoncie ma zamiar przeznaczyć go na obiekt biurowo-handlowy. Podstawowe prace budowlane zostały zakończone do końca 2005 roku. W okresie zimy roboty budowlane kontynuowane są we wnętrzu. Po zakończeniu prac remontowych inwestor ma zamiar w obiekcie zlokalizować centrum handlowe. Powierzchnie handlowe mają być rozmieszczone na parterze i piętrze budynku – łącznie około 500 m² powierzchni. Odtworzono zamurowane wcześniej okna oraz wyremontowano elewacje zewnętrzne. W sposób zasadniczy zmienione zostanie wnętrze ze względu na przyszłe przeznaczenie budowli, jednak zakonserwowano i wyeksponowano obramowanie Aron ha-kodesz. Obiekt ma być w nocy oświetlony, co podniesie jego walory estetyczne. Projekt przewiduje uporządkowanie bezpośredniego otoczenia oraz powstanie parkingu.
W styczniu 2007 roku podczas zbijania tynków z elewacji frontowej, odsłonięto znajdujący się nad głównym wejściem fragment hebrajskiego napisu: פתהילי שערי צדק (...) אורה י, który w dosłownym tłumaczeniu znaczy Otwórz mi bramy sprawiedliwości (...) jego gości. W tłumaczeniu Biblii Tysiąclecia brzmi on: Otwórzcie mi bramy sprawiedliwości: chcę wejść i złożyć dzięki Panu (Ps 118,19). Został on jednak zatynkowany.

## Architektura

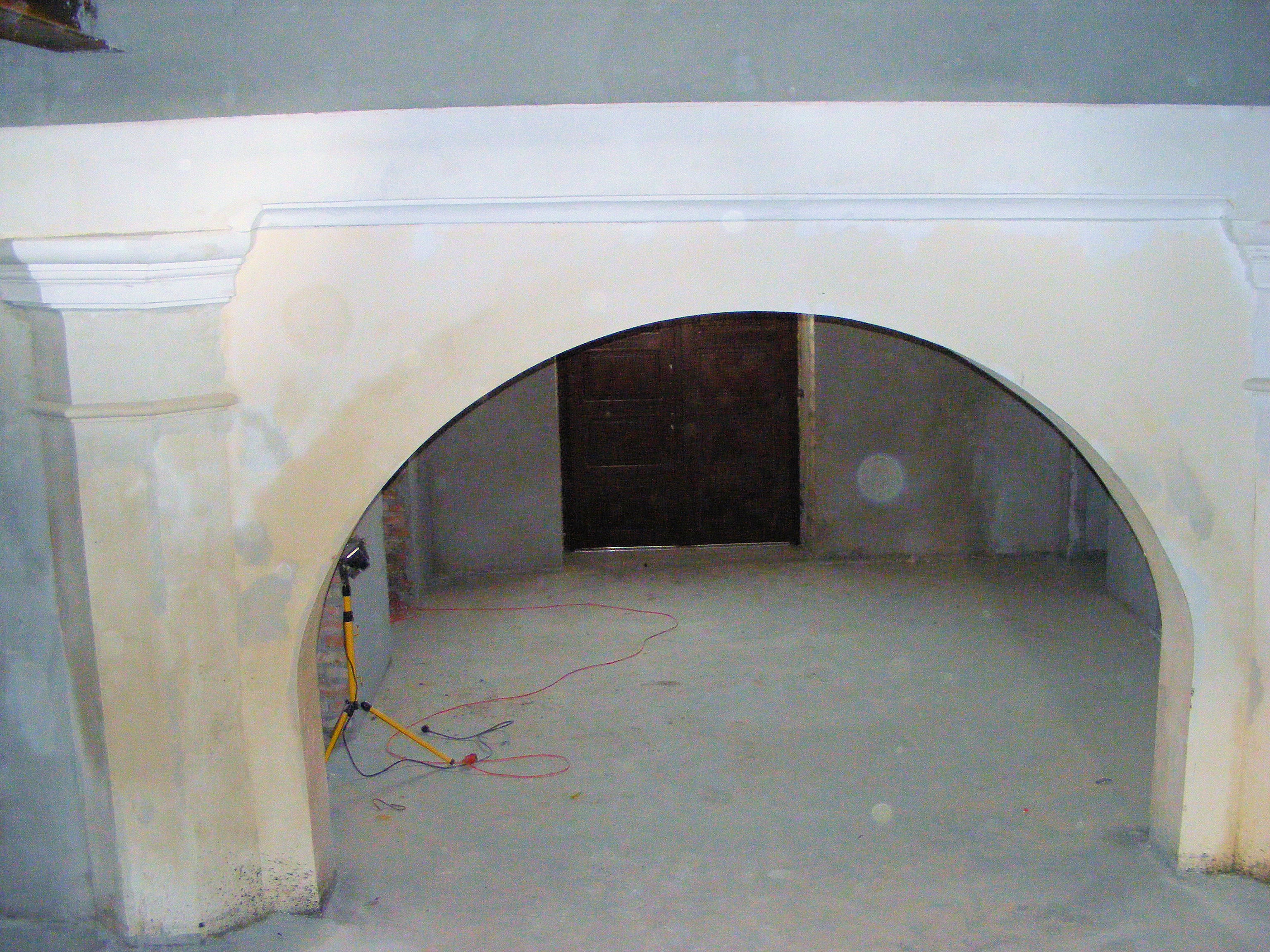
Portal wejściowy do przedsionka

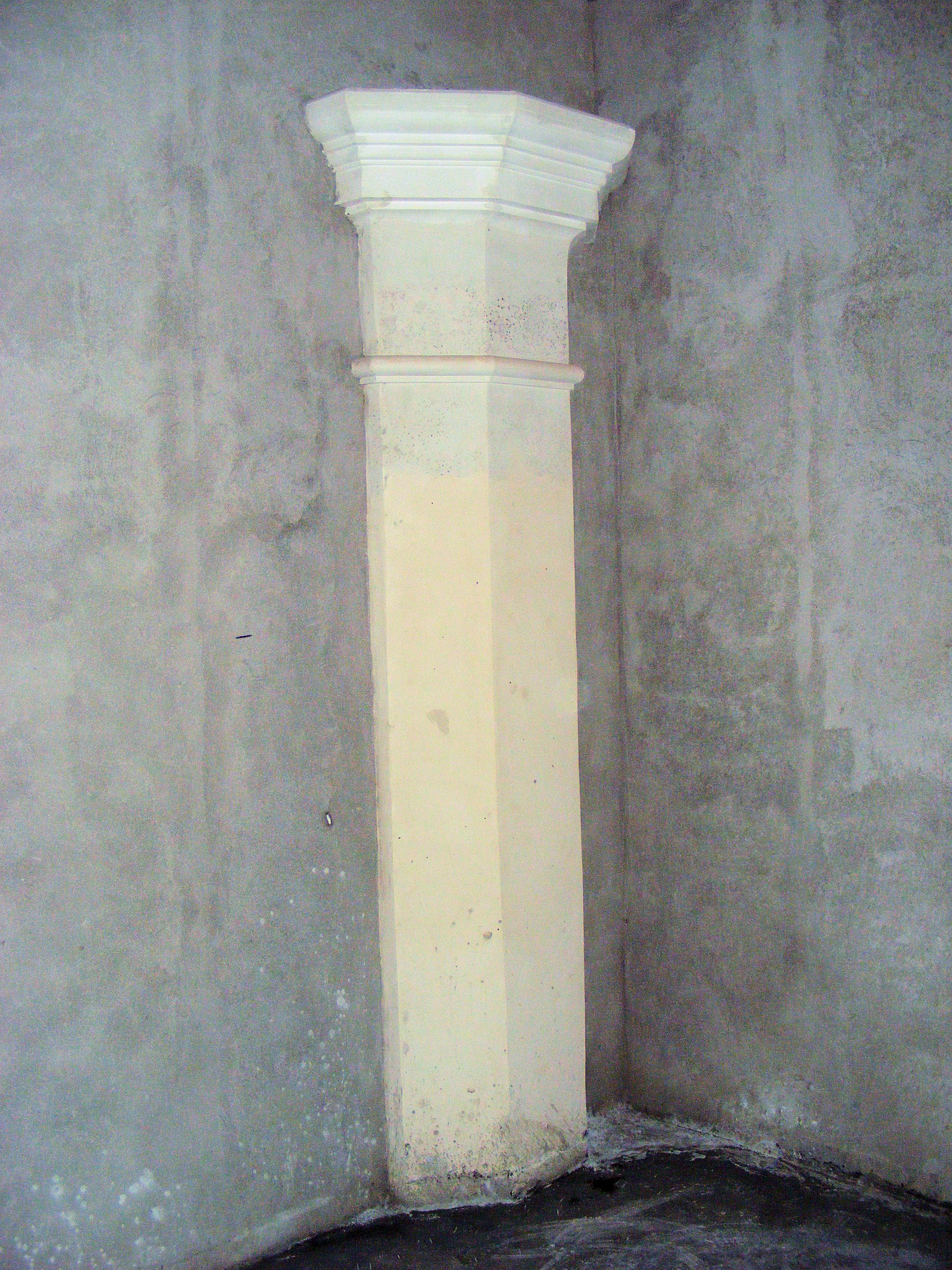
Filar przyścienny podpierający dawną galerię dla kobiet

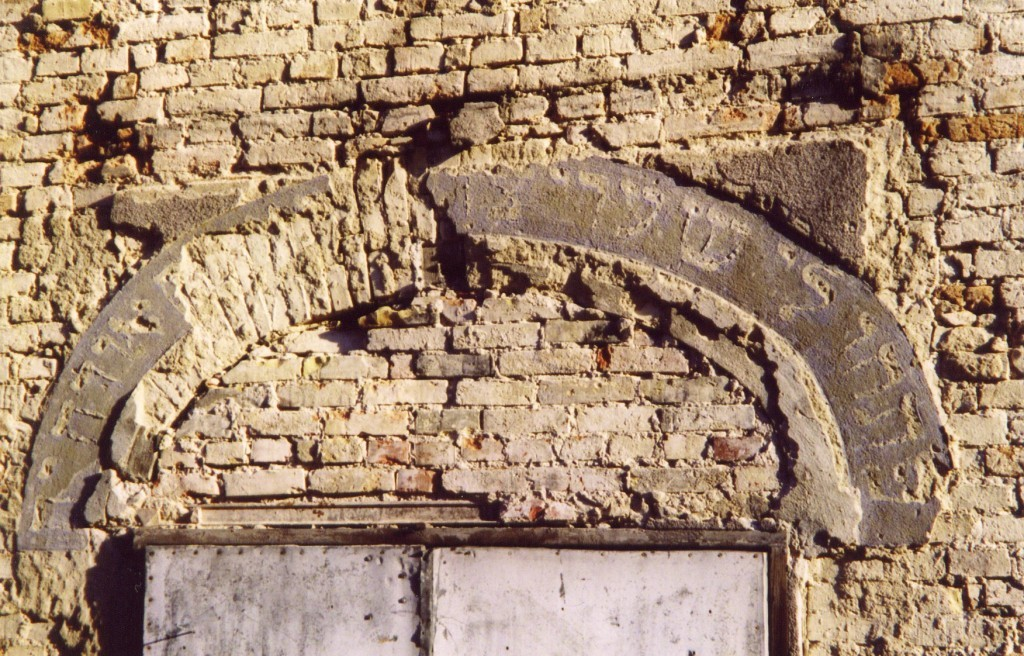
Nieistniejący obecnie, napis nad głównym wejściem do synagogi

Murowany budynek synagogi wzniesiono w stylu późnego klasycyzmu, na planie prostokąta o wymiarach 17,40 na 22,6 metra i wysokości około 14 metrów. Wewnątrz w zachodniej części znajdowała się prostokątna główna sala modlitewna, do której wchodziło się przez niewielki przedsionek. Nad nim znajdowała się otwarta na salę główną galeria dla kobiet. Prowadziło do niej osobne wejście, znajdujące się na ścianie zachodniej i kierujące bezpośrednio na schody galerii. Całość jest nakryta dachem naczółkowym.
W układzie wertykalnym zauważalny jest podział pilastrami, których kapitele spinane są profilowanym międzykondygnacyjnym gzymsem. Między pilastrami znajdują się prostokątne, wysokie okna. W układzie horyzontalnym elementami kształtującymi kompozycję elewacji jest międzykondygnacyjny gzyms oraz ciąg kolistych okien w ścianach długich. W ścianach szczytowych znajdują się rozmieszczone po obu stronach gzymsu okna w formie półkola.
Jednonawowa, wysoka na 6,5 metra główna sala modlitewna posiadała pierwotnie obniżoną o kilka centymetrów, w stosunku do ulicy posadzkę, a do wnętrza wchodziło się po kilku stopniach. Wynikało to z przepisów kościelnych, które zakazywały budowanie synagog większych od kościołów. Takie zabiegi pozwalały obniżyć poziom wnętrza, a tym samym otrzymać wysokie sale modlitewne. Pierwotnie na środku sali stała dwuwejściowa bima. Prawdopodobnie po 1865 roku, kiedy przeprowadzono pierwszy remont budynku, bimę zgodnie z panującą wówczas modą w niemieckich synagoga, przesunięto bezpośrednio przed Aron ha-kodesz. Nie wiadomo czy ściany sali głównej były pokryte polichromiami, co było typowe dla synagog ortodoksyjnych, czy zgodnie z klasycystyczną modą ściany były oszczędne w wyrazie. Z roku na rok judaizm reformowany stawał się coraz bardziej popularny wśród międzyrzeckich Żydów, co miało zapewne ogromny wpływ na wewnętrzny wystrój synagogi.
Na temat wyposażenia ruchomego wiadomo niewiele. Z nielicznych źródeł z przełomu XIX i XX wieku wiadomo, że w wyposażeniu ruchomym synagogi znajdowały się:
- trzy rzędy rzeźbionych ław,
- nastawa ołtarzowa z czterema kandelabrami z trybowanego mosiądzu z początku XVIII wieku,
- mały dwurzędowy żyrandol z mosiądzu z XVII wieku, zwieńczony dwugłowym niemieckim orłem,
- kilka srebrnych rimonim, które według wygrawerowanych na nich dedykacji miały 320 lat,
- dwa różniące się rokokowe tasy z trybowanego srebra ze stemplem berlińskim z literą F za niedźwiedziem i stemplem mistrza Müllera
- jeden neoklasycystyczny tas ze stemplem berlińskim z literą I i niewyraźnym stemplem wykonawcy.

Do dziś zachował się portal drzwi z przedsionka do sali głównej oraz kilka filarów przyściennych podpierających dawną galerię dla kobiet.

### Aron ha-kodesz
Na ścianie wschodniej znajduje się zachowane do dziś obramowanie Aron ha-kodesz. Flankują go dwie kolumny z pomalowanymi na złoto korynckimi głowicami, które podtrzymują akroterion z pomalowanymi również na złoto detalami. W środku znajduje się łukowata wnęka, którą wieńczą dwa lwy. W jej wnętrzu pierwotnie znajdowała się wnęka, w której przechowywano zwoje Tory, flankowana po bokach dwoma pilastrami, które podtrzymują niewielkie belkowanie. Obecnie w tym miejscu znajdują się drzwi, wykute zaraz po zakończeniu II wojny światowej.
Szafa ołtarzowa jest niezwykle podobna do Aron ha-kodesz znajdującego się w nieistniejącej już synagodze we Frankfurcie nad Odrą z 1823 roku. Bardzo możliwe, ze oba obiekty są dziełem jednego architekta, co sugerowało by podobieństwo stylu, czas i miejsce powstania.

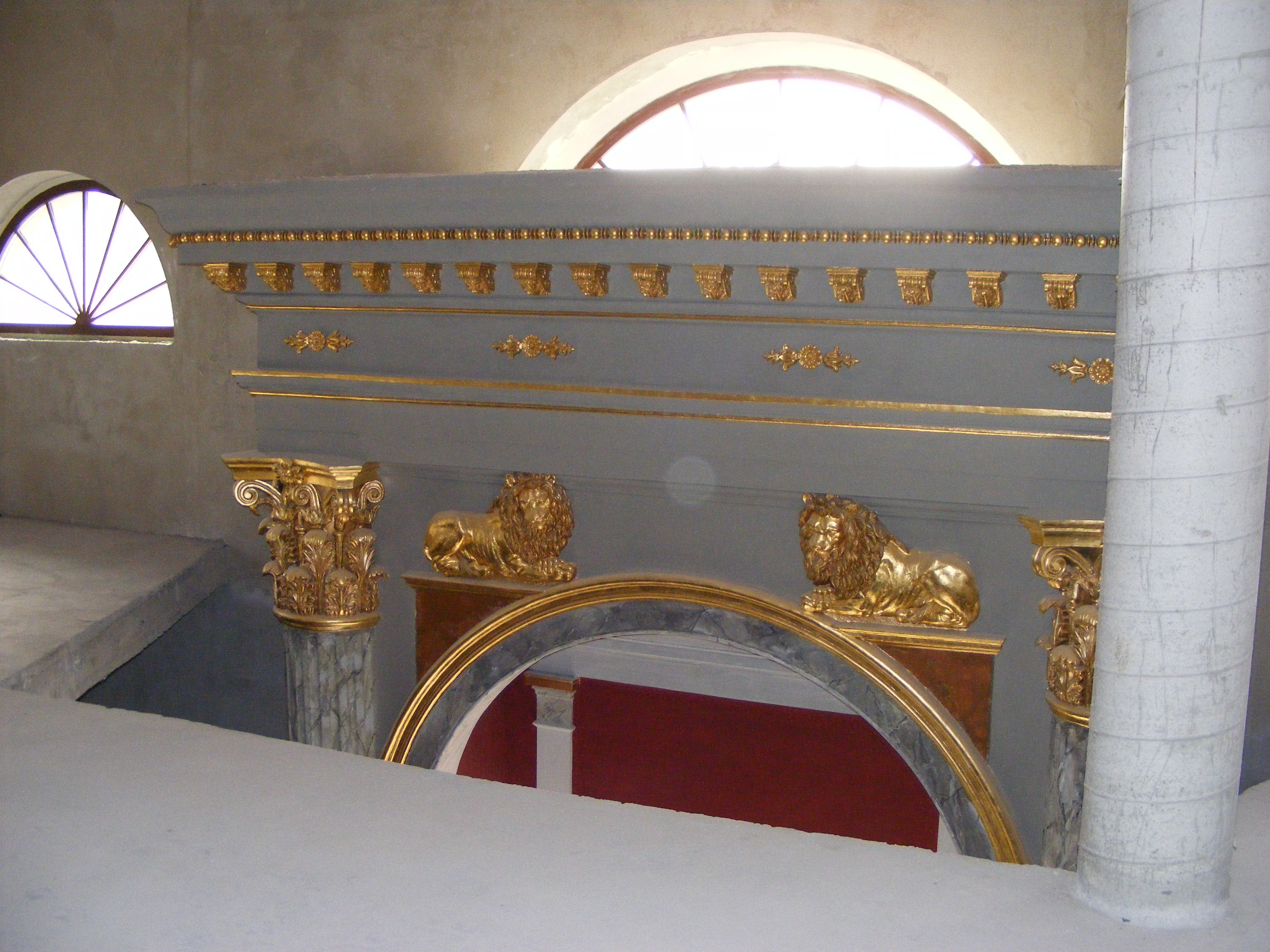
Górna część Aron ha-kodesz
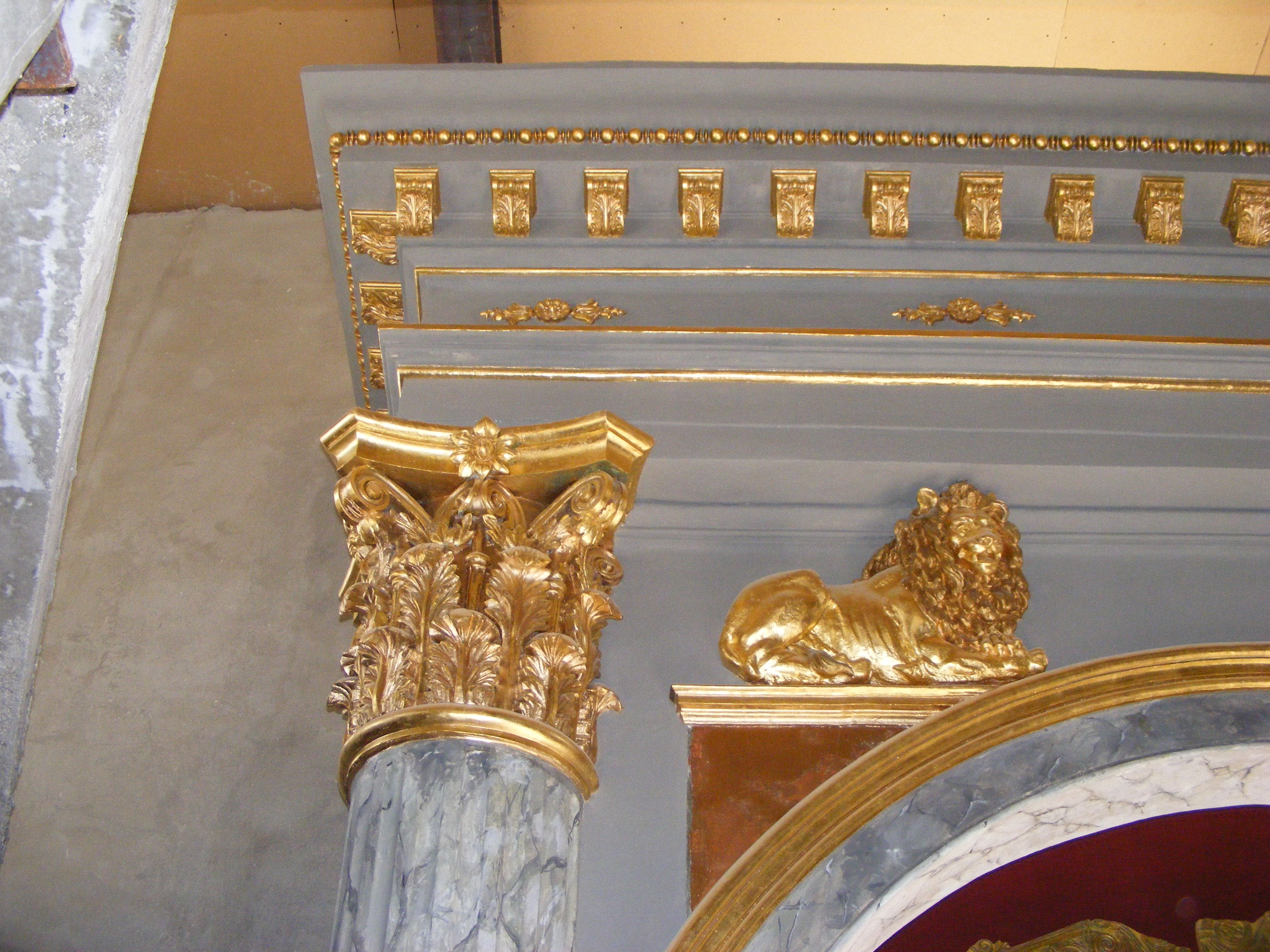
Detale Aron ha-kodesz
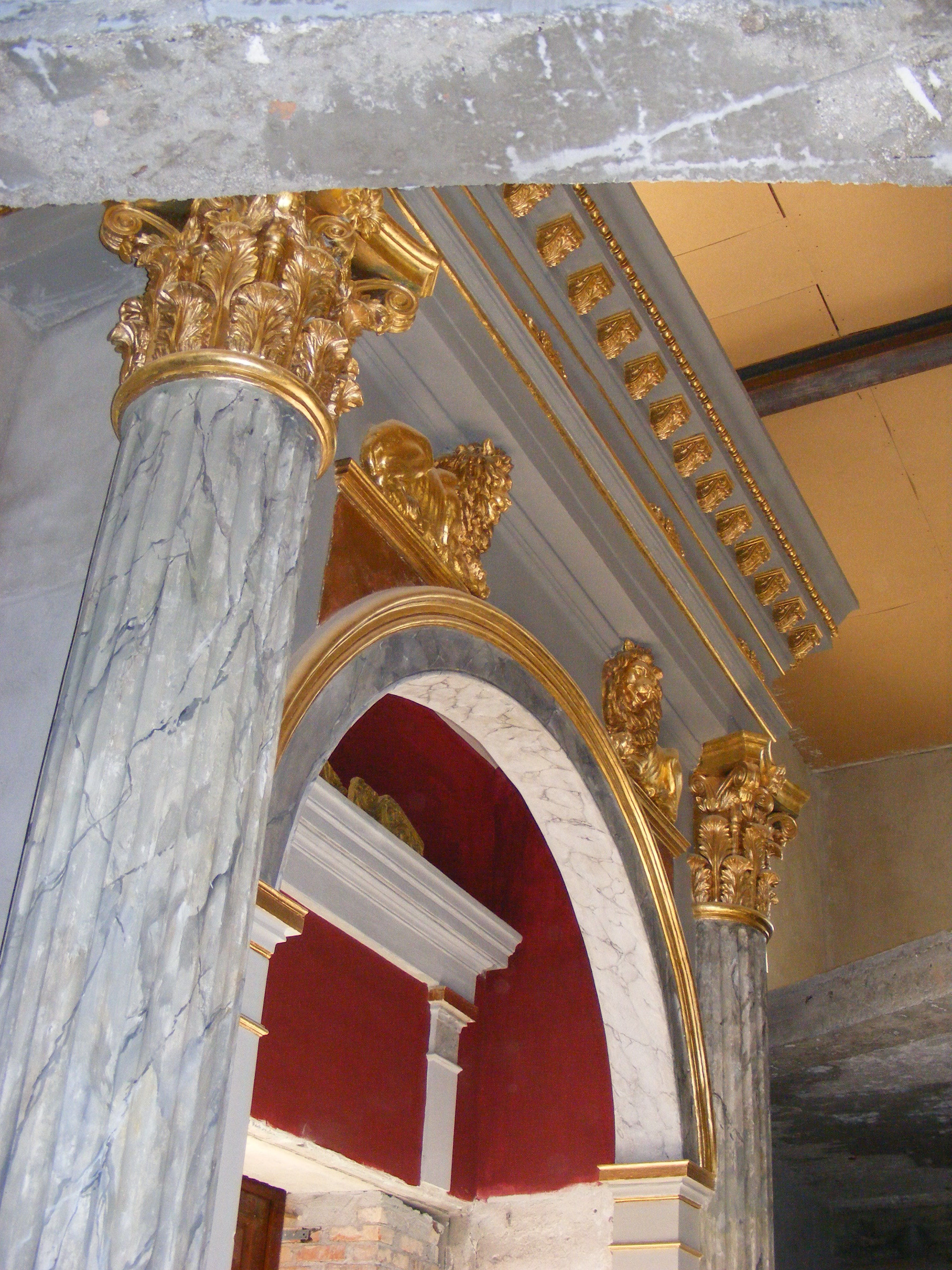
Górna część Aron ha-kodesz
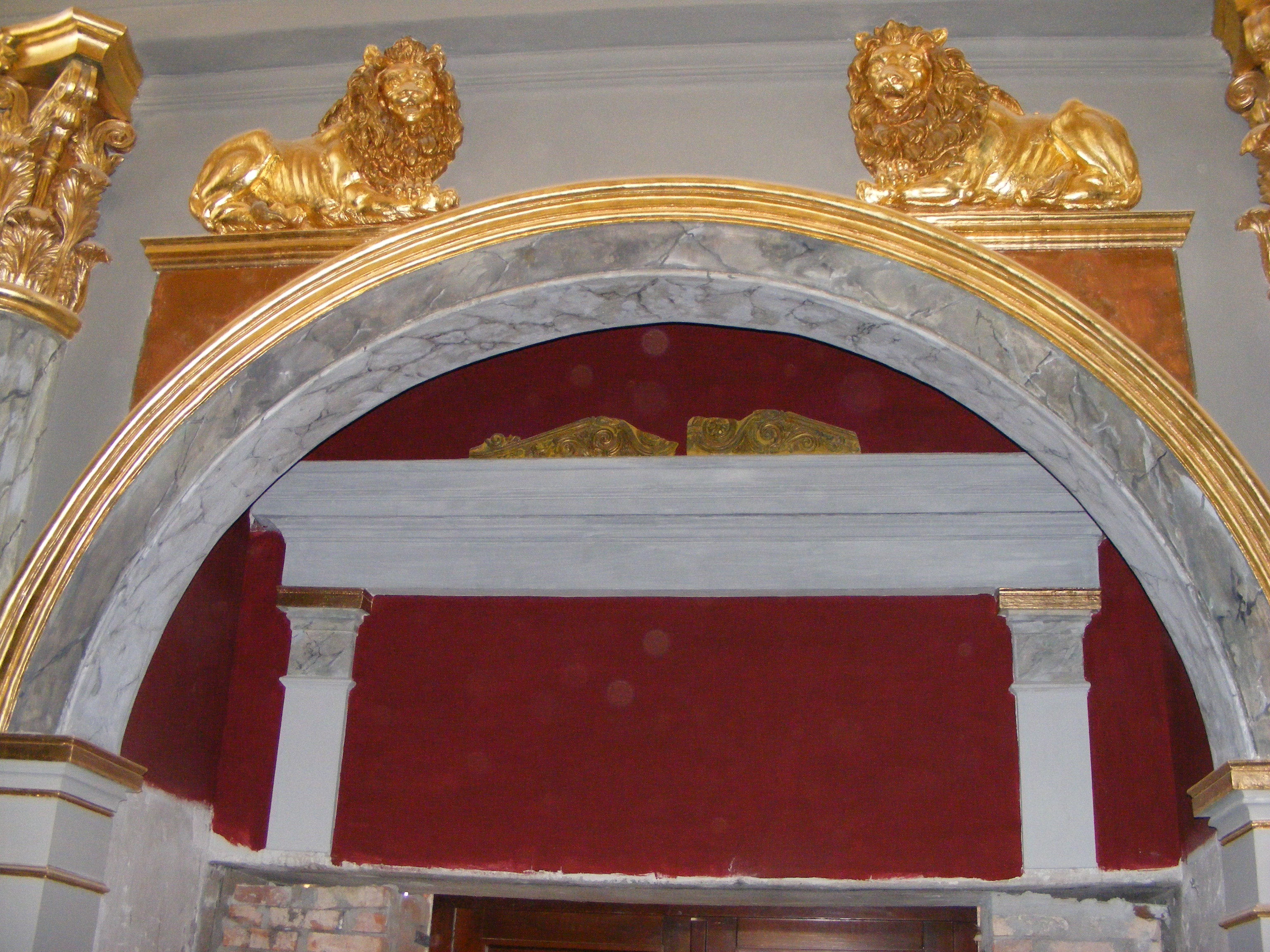
Detale Aron ha-kodesz
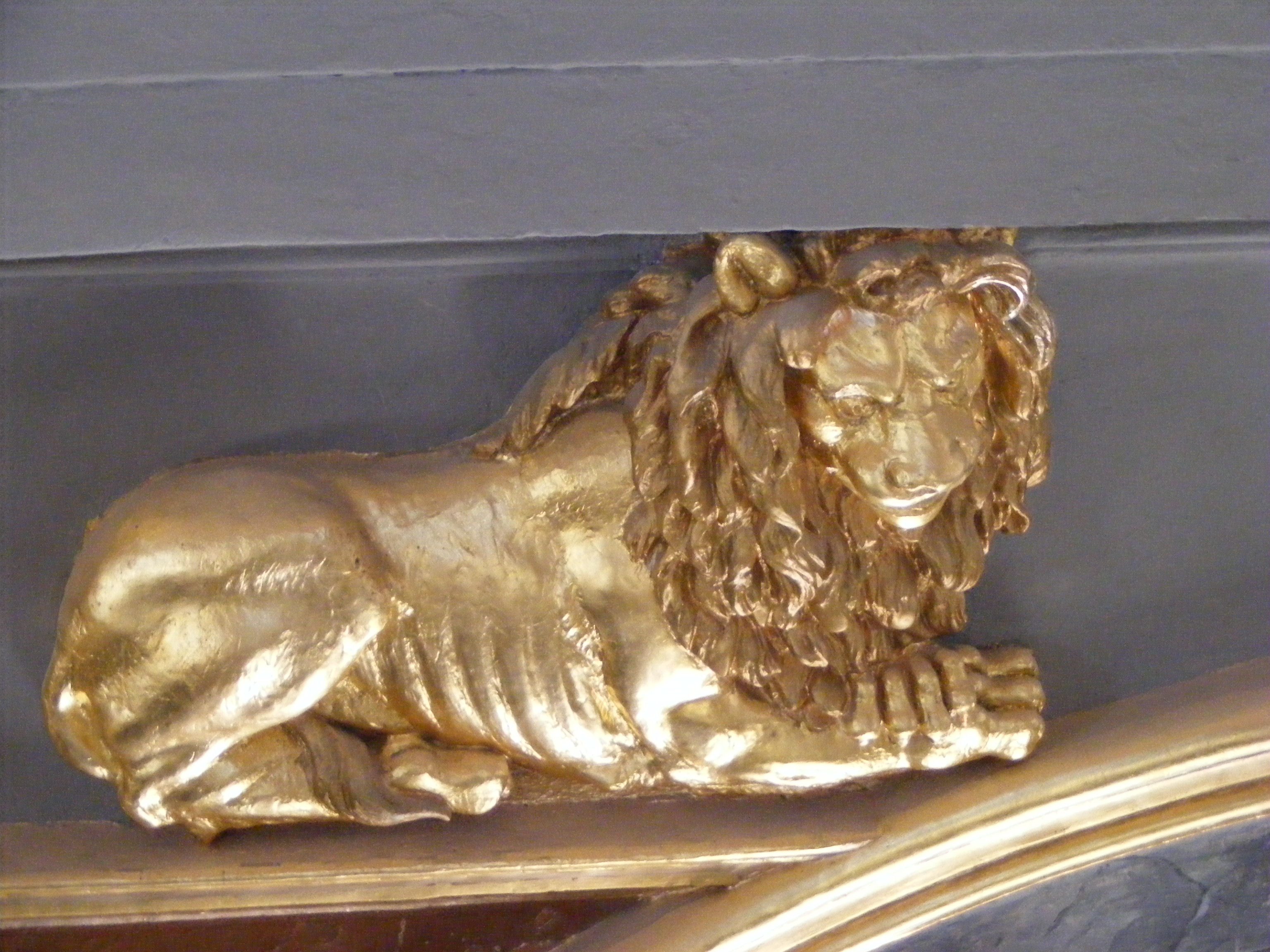
Lew na Aron ha-kodesz